# セウカン
セウカン（새우깡）は、韓国で初とされるスナック菓子。1971年12月に韓国で発売されて以降ロングセラーとなっている国民的菓子である。農心が製造している。

## 概要
日本ではカルビーのかっぱえびせんを剽窃した商品として、テレビの報道番組で幾度か取り上げられた。かっぱえびせんとは、原材料、製法、形状、パッケージに至るまで、極めて酷似している。かっぱえびせんが発売された1964年から、7年遅れて発売された商品だった。
「セウカン」という商品名は、農心創業者・辛春浩の命名による。
2019年上半期までに81億袋以上が販売され、2019年時点で世界70か国以上に輸出されている。日本国内では輸入品が販売されている他、製造元の日本法人である農心ジャパンから「辛いえびせん」という名称で日本版も発売されている。

## 広告宣伝
広告には、金喜甲（キム・ヒガプ）、宋海（ソン・ヘ）、S.E.S.、イ・ジョンソクらが出演した。
1988年には「手が出る、手が出る（朝鮮語: 손이 가요, 손이 가 / ソニガヨ、ソニガ）」で始まるCMソングが放映され、2019年現在も使用されている。

## ネズミの頭部混入事件
2008年3月17日、セウカンからネズミの頭部と推定される異物が発見されたネズミの頭部が混入していたという届出があって以降、農心が一ヶ月間にわたり問題を放置し続けたこと、国産と表示されているにもかかわらず、実際は中国で製造されていたこと等が発覚、さまざまな波紋を呼んだ。